# Oriflama

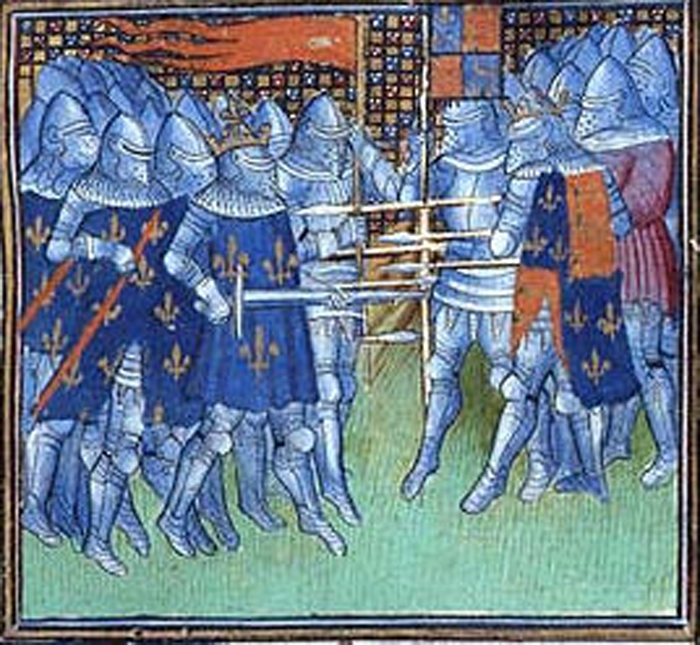
Oriflama en una representación de la batalla de Poitiers (1356)

 La oriflama (en francés: l'oriflamme de Saint-Denis) es un pendón, primeramente usado como enseña de la abadía francesa de Saint-Denis, y que más tarde pasó a ser estandarte de guerra de los reyes de Francia.

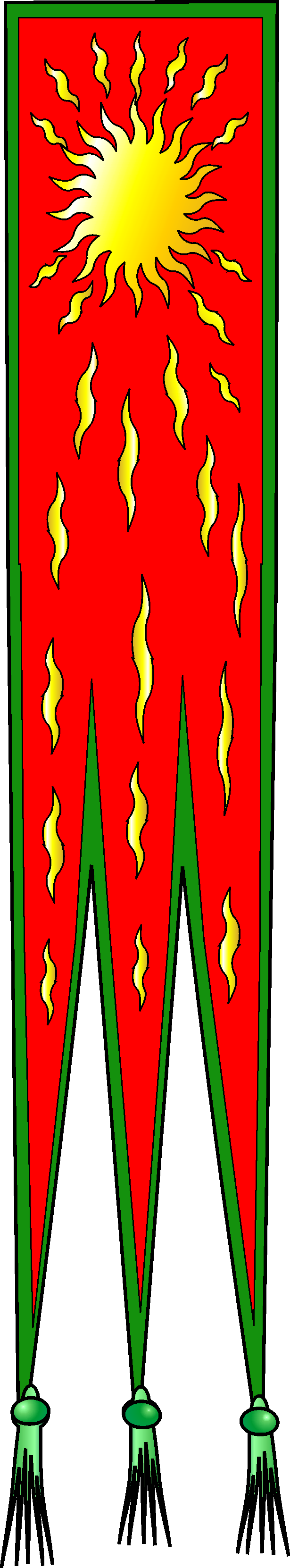
Oriflama

Du Cange, que escribió una voluminosa y curiosa disertación sobre ello, dice que el abad y los monjes de la real abadía de San Dionisio se servían de la oriflama en sus guerras particulares para recuperar sus bienes en poder de los usurpadores y para impedir que se los arrebatasen de sus manos, y como su condición no les permitía hacer uso directo de las armas, confiaban su defensa y su enseña de guerra a un abogado o protector.
Su nombre es una derivación del latín flamma aurea, “llamas doradas”, y alude a la forma y el color de dicha enseña. Su forma primitiva era la de los pendones empleados por la Iglesia, o sea cuadrada, terminando en varias puntas y fija a un travesaño colocado perpendicularmente en lo alto de un asta dorada. Solía ser de seda o lana de color rojo, y al ser ondeada por el viento, daba la idea de una llama. Los abogados o protectores de la abadía eran los condes de Vexin y, por tanto, eran ellos los portadores de la oriflama en las guerras que emprendían los monjes en defensa de sus bienes. Al pasar dicho condado a manos de los reyes de Francia, en tiempo de Felipe I de Francia o de su hijo Luis el Gordo, fue adoptada la oriflama como enseña de la casa real, siendo el último de los reyes citados quien sacó el pendón de la basílica de Saint-Denis para enarbolarlo como bandera que tenía que proteger a su reino, particularmente al tener noticia de que Enrique V del Sacro Imperio Romano Germánico marchaba con sus tropas contra Francia (1124).
Esta enseña, que los reyes de Francia cogían del altar de Saint-Denis, prestando cada vez el juramento que antes prestaban los condes de Vexin, era llevada al campo de batalla no sólo en casos de defensa, como han pretendido algunos autores, sino en toda clase de guerra, pues la oriflama constituía la enseña principal de los ejércitos franceses y venía a ser la bandera de los reyes de Francia.
Durante el siglo XIII, el cargo de portaoriflama fue uno de los más importantes de la corona, y el caballero que lo ocupaba llevaba la bandera alrededor del cuello hasta el momento del combate, que la enarbolaba al extremo de la lanza. La última vez que se hizo uso de ella fue en la desastrosa batalla de Azincourt (1415), siendo rey de Francia Carlos VI, pues su sucesor, Carlos VII, al expulsar del suelo francés a los ingleses y reorganizar el reino, empleó la bandera blanca, que constituyó la nueva enseña de la casa real francesa.

## Otros usos
Antonio de Capmany indica en su obra Memorias históricas sobre la marina, comercio y artes de la antigua ciudad de Barcelona (Imprenta de Sancha, Madrid, 1792) que se llamó oriflama a la primera de las tres banderas que enarbolaban las embarcaciones de la Corona de Aragón desde el siglo XIII. Dicha oriflama era la Real y se colocaba junto a la del Almirante o Capitán General, y a la de San Jorge, patrón del Reino de Aragón.

## Portaoriflamas
Gente notable que ha llevado la oriflama (lista incompleta):
- Geoffroi de Charny - Caballero del siglo XIV y autor de varios libros sobre caballería. Muerto en Poitiers defendiendo el estandarte.
- Arnoul d'Audrehem - Mariscal de Francia del siglo XIV

## Navíos con el nombre de Oriflama
- Oriflamme (1743), Alias «El Oriflama»